# La Pintada (Kolumbia)
La Pintada – miasto w Kolumbii, w departamencie Antioquia.